# Listă de filme franceze din 2011
Aceasta este o listă de filme franceze din 2011:
| 2011                                                          |                                       | |               | |  |
| Livide Livid                                                  | Julien Maury and Alexandre Bustillo   | Béatrice Dalle, Jérémy Kapone, Catherine Jacob                                                                         | Horror film   | |  |
| Rien à Déclarer Nothing to Declare                            | Dany Boon                             | Benoît Poelvoorde, Dany Boon, Chritel Pedrinelli                                                                       | Comedy film   | |  |
| Tomboy                                                        | Céline Sciamma                        | Zoé Héran, Malonn Lévana, Jeanne Disson, Sophie Cattani, Mathieu Demy                                                  | Drama         | Jury award at the 2011 Teddy Award                                                                             |  |
| The Artist                                                    | Michel Hazanavicius                   | Jean Dujardin, Bérénice Bejo                                                                                           | Romance film  | Best Actor Award for Jean Dujardin at the 2011 Cannes Film Festival                                            |  |
| Tinker, Tailor, Soldier, Spy                                  | Tomas Alfredson                       | Gary Oldman, Colin Firth, Tom Hardy, Mark Strong                                                                       | Spy/Thriller  | it released in 16 septembrie 2011 in the UK only and 8 februarie 2012 in the France                            |  |
| La Source des femmes The Source                               | Radu Mihăileanu                       | Leïla Bekhti, Hafsia Herzi                                                                                             | Comedy        | Premiered in competition at the 2011 Cannes Film Festival on 21 May.                                           |  |
| Polisse                                                       | Maïwenn Le Besco                      | Karin Viard, Joeystarr                                                                                                 | Drama film    | Jury Prize at the 2011 Cannes Film Festival                                                                    |  |
| Hors Satan Outside Satan                                      | Bruno Dumont                          | Rachid Bouchareb | Drama film    | |  |
| Pater                                                         | Alain Cavalier                        | Vincent Lindon |               | |  |
| Titeuf, le film Titeuf                                        | Zep                                   | | Animated film | Based on the Titeuf comic books                                                                                |  |
| Les Neiges du Kilimandjaro The Snows of Kilimanjaro           | Robert Guédiguian                     | Ariane Ascaride, Jean-Pierre Darroussin                                                                                | Drama film    | Audience award and Silver Spike at the Valladolid International Film Festival.                                 |  |
| Le Chat du rabbin The Rabbi's Cat                             | Joann Sfar                            | François Morel, Hafsia Herzi, Maurice Bénichou                                                                         | Animated film | Based on the comic books of the same name                                                                      |  |
| La Conquête The Conquest                                      | Xavier Durringer                      | Denis Podalydès, Bernard Le Coq, Florence Pernel                                                                       | Biopic        | Based on the election of Nicolas Sarkozy                                                                       |  |
| Goodbye First Love                                            | Mia Hansen-Løve                       | Lola Créton, Sebastian Urzendowsky, Magne-Håvard Brekke                                                                |               | Special Mention at the Locarno International Film Festival                                                     |  |
| Les Femmes du 6e étage Service Entrance                       | Philippe le Guay                      | Fabrice Luchini, Sandrine Kiberlain, Natalia Verbeke                                                                   |               | Screened out of competition at the Berlinale.                                                                  |  |
| Les Bien-aimés The Beloved                                    | Christophe Honoré                     | Catherine Deneuve, Miloš Forman, Ludivine Sagnier, Louis Garrel, Paul Schneider, Michel Delpech and Chiara Mastroianni | Drama film    | Closed the 2011 Cannes Film Festival.                                                                          |  |
| Les Contes de la nuit Tales of the Night                      | Michel Ocelot                         | | Animated film | Compilation movie of Dragons et princesses                                                                     |  |
| Tu Seras Mon Fils                                             | Gilles Legrand                        | Niels Arestrup, Lorànt Deutsch                                                                                         | Drama film    | |  |
| Colombiana                                                    | Olivier Megaton                       | Zoë Saldana and Michael Vartan                                                                                         | Action film   | |  |
| Le moine The Monk                                             | Dominik Moll                          | Vincent Cassel, Déborah François, Catherine Mouchet                                                                    | Thriller      | |  |
| Poulet aux prunes Chicken with Plums                          | Marjane Satrapi and Vincent Paronnaud | Mathieu Amalric, Édouard Baer, Maria de Medeiros, Golshifteh Farahani, Eric Caravaca and Chiara Mastroianni            | Drama film    | Premiered in competition at the 68th Venice International Film Festival on 3 September 2011.                   |  |
| Un été brûlant A Burning Hot Summer                           | Philippe Garrel                       | Monica Bellucci, Louis Garrel, Céline Sallette and Jérôme Robart                                                       | Drama film    | |  |
| Tous les soleils                                              | Philippe Claudel                      | Stefano Accorsi, Neri Marcorè, Lisa Cipriani, Clotilde Courau and Anouk Aimée                                          |               | |  |
| La guerre est déclarée                                        | Valérie Donzelli                      | Valérie Donzelli, Jérémie Elkaïm                                                                                       |               | Submission from France to the 84th Academy Awards for Best Foreign Language Film.                              |  |
| L'Apollonide: Souvenirs de la maison close House of Tolerance | Bertrand Bonello                      | Hafsia Herzi, Jasmine Trinca, Adèle Haenel and Noémie Lvovsky                                                          | Drama film    | |  |
| Intouchables                                                  | Olivier Nakache and Éric Toledano     | François Cluzet, Omar Sy                                                                                               |               | Tokyo Grand Prix award for best film and Award for Best Actor at the Tokyo International Film Festival in 2011 |  |
| L'Exercice de l'État The Minister                             | Pierre Schöller                       | Olivier Gourmet, Michel Blanc, Zabou Breitman                                                                          | Drama film    | Certain Regard FIPRESCI Award.                                                                                 |  |
| Forces spéciales                                              | Stéphane Rybojad                      | Diane Kruger, Djimon Hounsou, Benoît Magimel                                                                           | War film      | |  |
| Or noir Black Gold                                            | Jean-Jacques Annaud                   | Tahar Rahim, Mark Strong, Antonio Banderas, Freida Pinto                                                               | Epic film     | |  |
| Americano                                                     | Mathieu Demy                          | Mathieu Demy, Salma Hayek, Geraldine Chaplin, Chiara Mastroianni                                                       | Drama film    | |  |
| The Lady                                                      | Luc Besson                            | Michelle Yeoh, David Thewlis                                                                                           | Biopic        | Based on the life of Aung San Suu Kyi                                                                          |  |
| Un monstre à Paris A Monster in Paris                         | Bibo Bergeron                         | Vanessa Paradis, Matthieu Chedid                                                                                       | Animated film | |  |
| The Silence of Joan                                           | Philippe Ramos                        | Clémence Poésy, Thierry Frémont                                                                                        | Historical    | |  |
| Smugglers' Songs                                              | Rabah Ameur-Zaïmeche                  | |               | |  |
| Le Tableau                                                    | Jean-François Laguionie               | | Animation     | |  |